# Kazuyoshi Nishimura
 (août 2025).
Motif : En quoi est-il notable (à part les accusations de triche et suspension d'un des joueurs de sa "team") ?
- Archive Wikiwix
- Bing
- Cairn
- DuckDuckGo
- E. Universalis
- Gallica
- Google
- G. Books
- G. News
- G. Scholar
- Persée
- Qwant
- (zh) Baidu
- (ru) Yandex
- (wd) trouver des œuvres sur Wikidata

| 1. | Préciser le motif de la pose du bandeau. | Précisez le motif de la pose du bandeau en utilisant la syntaxe suivante : {{admissibilité à vérifier\|date=août 2025\|motif=remplacez ce texte par le motif}}                           |
| 2. | Informer les utilisateurs concernés.     | Pensez à avertir le créateur de l'article, par exemple, en insérant le code ci-dessous sur sa page de discussion : {{subst:avertissement admissibilité à vérifier\|Kazuyoshi Nishimura}} |

 (août 2025).
Pour les articles homonymes, voir Nishimura.
Kazuyoshi Nishimura (西村 一義, Nishimura Kazuyoshi) est un joueur de shōgi professionnel japonais né le 14 décembre 1941 à Nagoya.
Kazuyoshi Nishimura disputa deux matchs pour un titre majeur du shogi à 18 ans d'intervalle, l'Oi en 1969 et le Kisei en 1987.

## Biographie et carrière
Kazuyoshi Nishimura est né le 14 décembre 1941.
Il devient joueur professionnel en 1963 avec le grade de quatrième dan.
En 1969, alors qu'il n'est que cinquième dan, il défie le Meijin Yasuharu Oyama pour le titre majeur d'Oi. Il perd le match en sept parties (2 victoires à 4). 
En 1970-1971, il finit premier ex æquo du tournoi des candidats au titre de Osho et perd le départage pour la première place face à Makoto Nakahara. En 1972, il est promu dans le groupe B1 du tournoi de classement dans lequel il combattra pendant douze ans avec deux rétrogradations.
En 1987, il dispute sa seconde finale d'un tournoi majeur contre Kiyozumi Kiriyama. Il perd le match pour le titre de Kisei.
Il a été classé 9e dan à partir de 1999.
Il a arrêté sa carrière de joueur professionnel de shogi en 2006.